# Asche zu Asche
Asche zu Asche è un singolo del gruppo musicale tedesco Rammstein, pubblicato il 15 gennaio 2001.

## Descrizione
Il brano venne originariamente realizzato e pubblicato all'interno dell'album di debutto Herzeleid del 1995, pur non venendo estratto come singolo all'epoca. Soltanto dopo circa sei anni Asche zu Asche è stato distribuito come singolo per il solo mercato australiano in occasione dell'annuale festival Big Day Out, contenente come b-side cinque brani registrati dal vivo a Berlino (lo stesso concerto immortalato in Live aus Berlin).

## Tracce
CD promozionale (Germania)
1. Asche zu Asche (Live Version) – 3:42
2. Asche zu Asche (Studio Version) – 3:51

CD (Australia)
1. Asche zu Asche (Album Version) – 3:51
2. Spiel mit mir (Live Version) – 5:22
3. Laichzeit (Live Version) – 5:14
4. Wollt ihr das Bett in Flammen sehen? (Live Version) – 5:52
5. Engel (Live Version) – 5:57
6. Asche zu Asche (Live Version) – 3:24

## Formazione
- Christoph Doom Schneider – batteria
- Doktor Christian Lorenz – tastiera
- Till Lindemann – voce
- Paul Landers – chitarra
- Oliver Riedel – basso
- Richard Kruspe – chitarra